# Đa thức đặc trưng (đại số tuyến tính)
Trong đại số tuyến tính, đa thức đặc trưng của ma trận vuông là một đa thức có nghiệm là các giá trị riêng của ma trận đó. Định thức và vết của ma trận đều là các hệ số của đa thức này.

## Định nghĩa
Xét một ma trận n × n A. Đa thức đặc trưng của A, ký hiệu là pA(t), là đa thức được xác định bởi 
{\displaystyle p_{A}(t)=\det \left(tI-A\right)}
trong đó I biểu thị ma trận đơn vị cấp n.